# Idiocnemis australis
Idiocnemis australis là loài chuồn chuồn trong họ Platycnemididae. Loài này được Gassmann miêu tả khoa học đầu tiên năm 1999.